# Julien Lyneel
Julien Lyneel (Montpellier, 15 aprile 1990) è un ex pallavolista francese, di ruolo schiacciatore.

## Carriera

### Club
Julien Lyneel, proveniente da una famiglia di pallavolisti, muove i primi passi nel mondo dello sporto giocando a calcio nella squadra del Montpellier, fino all'età di 15 anni, quando si avvicina alla pallavolo, giocando, a partire dal 2005, nelle giovanili del Montpellier; nella stagione 2008-09 entra a far parte della squadra federale del CNVB, mentre nella stagione seguente torna nuovamente al club di Montpellier, questa volta però giocando in squadra, impegnata in Ligue A, dove resta per sei annate. 
Per il campionato 2015-16 viene ingaggiato dalla squadra polacca dell'Asseco Resovia, in Polska Liga Siatkówki, mentre nel campionato successivo è in Italia nella Porto Robur Costa, in Superlega. Nel campionato 2017-18 gioca nella Chinese Volleyball Super League con lo Shanghai, vincendo lo scudetto, e nella stagione seguente torna in Polonia, vestendo però la maglia dello Jastrzębski Węgiel, dove resta per un biennio.
Nell'annata 2020-21, a campionato già in corso, firma per la Callipo, in Superlega: tuttavia, poche settimane dopo, a causa di un infortunio, lascia la squadra calabrese. Per la stagione seguente è nuovamente al Montpellier, in Ligue A, aggiudicandosi lo scudetto e annunciando il proprio ritiro al termine dell'annata.

### Nazionale
Nel 2011 ottiene le prime convocazioni nella nazionale francese, con cui si aggiudica, nel 2015, la medaglia d'oro alla World League e al campionato europeo. In seguito conquista la medaglia di bronzo e quella d'oro rispettivamente alla World League 2016 e 2017, a cui segue un argento alla Volleyball Nations League 2018.
Nel 2021 vince la medaglia di bronzo alla Volleyball Nations League, dove indossa per l'ultima volta la maglia della nazionale transalpina, rinunciando inoltre a disputare i Giochi della XXXII Olimpiade a causa dei tempi di recupero troppo lunghi dopo un infortunio alla spalla.

## Palmarès

### Club
- Campionato cinese: 1

2017-18
- Campionato francese: 1

2021-22

### Nazionale (competizioni minori)
- Memorial Hubert Wagner 2015
- Memorial Hubert Wagner 2017
- Memorial Hubert Wagner 2018